# Трофеј Бањалуке
Трофеј Бањалуке је рагби такмичење које се одржава на територији Републике Српске (БиХ) у организацији рагби клуба Борац.  

## Систем такмичења
У Трофеју Бањалуке учествују најмање двије екипе, све зависно од одлуке организатора, да ли ће бити одиграна једна утакмица између клуба из Републике Српске и једног позваног клуба, или ће бити турнир игран са најмање 4 екипе.

## Резултати финалних утакмица
| Сезона         | Освајач         | Резултат                             | Финалиста           |
| -------------- | --------------- | ------------------------------------ | ------------------- |
| 29. јуни 2019. | Борац, Бањалука | 34:18                                | Јужна Регија, Тиват |
| 2020.          |                 | отказано због пандемије коронавируса |                     |
| 2021.          |                 | отказано због пандемије коронавируса |                     |
| 2022.          |                 |                                      |                     |